# تیم ملی بسکتبال زنان آلمان شرقی
تیم ملی بسکتبال زنان آلمان شرقی ، نماینده آلمان شرقی در مسابقات بین‌المللی بسکتبال بود. پس از اتحاد مجدد آلمان در سال ۱۹۹۰، این تیم دیگر منحل شد و تیم ملی بسکتبال زنان فعلی آلمان تاسیس شد. 